# 宋基憲
宋基憲（：／ Song Gi-heon，1963年10月2日—），大韓民國自由派政治人物，第20到21屆國會議員。